# سادرن پاینز (کارولینای شمالی)
سادرن پاینز (به انگلیسی: Southern Pines) شهری در ایالت کارولینای شمالی کشور ایالات متحده آمریکا است که جمعیت آن در سرشماری سال ۲۰۱۰ میلادی، ۱۲٬۳۳۴ نفر بوده‌است.